# NGC 7243
NGC 7243 is een open sterrenhoop in het sterrenbeeld Hagedis. Het hemelobject werd op 26 oktober 1788 ontdekt door de Duits-Britse astronoom William Herschel.

## Synoniemen
- OCL 221